# Síndrome insular

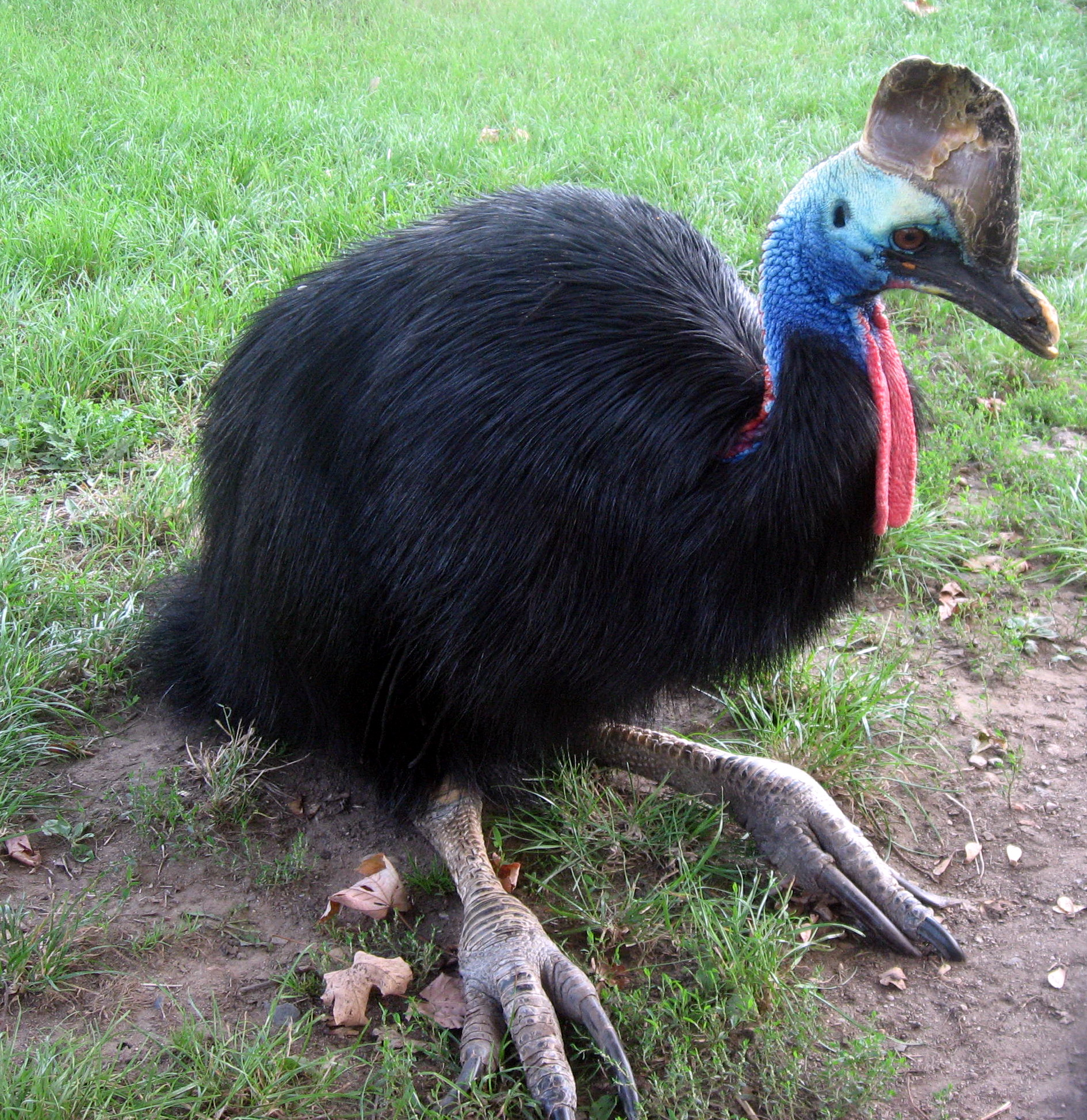
El casuario común, una ratite nativa de Indonesia, Nueva Guinea y noreste Australia que demuestra gigantismo insular y plumaje sexualmente monomórfico, ambas características de síndrome insular

El síndrome insular describe las diferencias en la morfología, ecología, fisiología y comportamiento de las especies insulares comparada con sus homólogos continentales. Esas diferencias evolucionan debido a las presiones evolutivas diferentes que afectan las especies insulares que incluyen la escasez de depredadores o herbívoros grandes además de una clima constantamente templada.

## Presiones ecologías
Los ecosistemas insulares no pueden mantener una biomasa de presa suficiente para alojar depredadores grandes. Esto alivia en gran medida el riesgo de depredación, que reduce considerablemente la presión selectiva para morfologías, ecologías o comportamientos que ayuden los organismos a evitar las depredadores grandes. Las ecosistemas insulares suelen constar de poblaciones numerosas de un número limitado de especies (una circunstancia llamada "compensación de densidad"), por lo tanto, demuestran un nivel bajo de biodiversidad. Esto da como resultado menos competencia interespecífica y más competencia intraespecífica. También hay menos selección sexual entre miembros de las especies insulares, que es especialmente prominente en las aves que pierden su plumaje sexualmente dismórfico que se usa por las especies continentales en demostraciones sexuales. Finalmente, hay menos diversidad de parásitas en los ecosistemas insulares, algo que reduce el nivel de selección que actúa en los genes relacionados con el sistema inmunológico.

## Características del síndrome insular

### Tamaño corporal

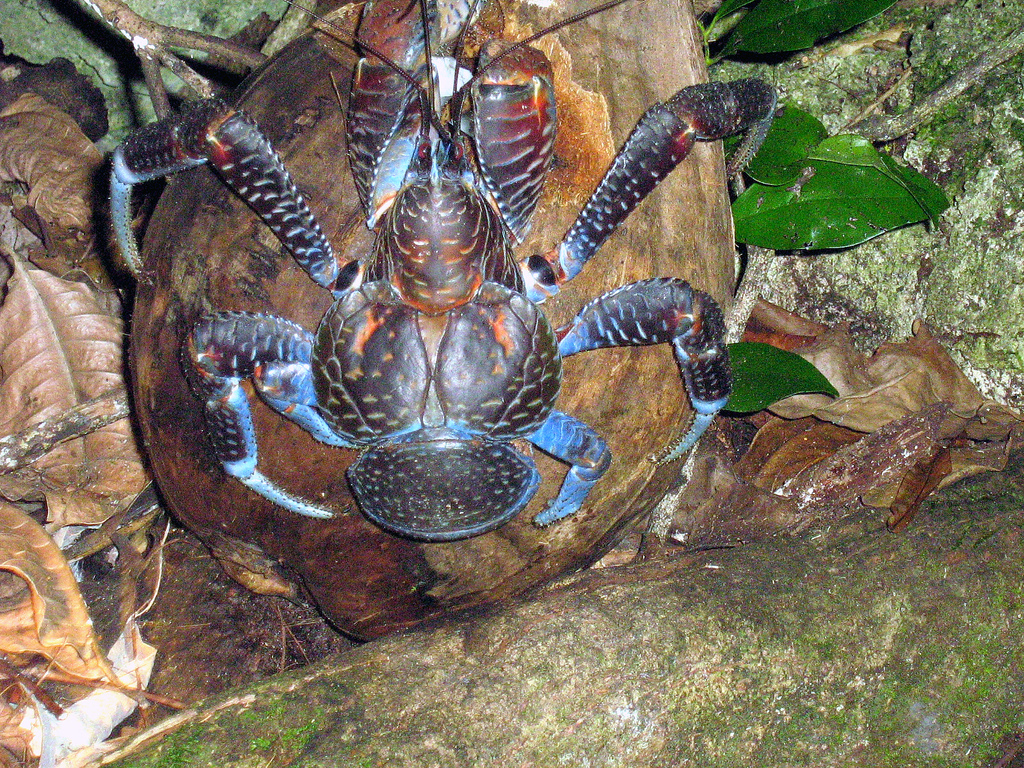
Un cangrejo de los cocoteros, un ejemplo de gigantismo insular. Está encima de un coco para ilustrar su grande tamaño corporal

Competencia interespecífica entre especies continentales hace que el tamaño de sus cuerpos divergir para que pueden evitar altos niveles de competencia a través de ocupar nichos ecológicos distintos. Competencia interespecífica reducida entre especies insulares disminuye la presión evolutiva para ocupar nichos distintos. Como resultado, hay menos diversidad en los tamaños corporales de las especies insulares. Los mamíferos cuyos cuerpos son normalmente de tamaño pequeño (por ejemplo, el fosa es un pariente insular más grande del herpéstido) mientras que esos cuyos cuerpos son normalmente de tamaño grande (como el hipopótamo de Madagascar que es un pariente insular más pequeño del hipopótamo continental). Esos son ejemplos de gigantismo insular y enanismo insular respectivamente. Este efecto se llama la ley de Foster. Por el contrario, las aves y los reptiles suelen demostrar gigantismo insular, que ejemplifican la moa, el casuario y el dragón de Komodo. 
Aunque a veces se da la tortuga gigante de las islas Galápagos y Seychelles como ejemplo de gigantismo insular, ahora se crea que ellos representan la última restante población de tortugas gigantes que, en cierto momento estaba extendidas. Los restos de tortugas de tamaño similar o más grande se ha encontrado en Australia (Meiolania), Asia meridional (Megalochelys), Madagascar (Aldabrachelys), Norteamérica (Hesperotestudo) y América del Sur (Chelonoidis). Se cree que las tortugas gigantes existentes solo persisten en unos archipiélagos remotos porque, a esos lugares, los humanos llegaron relativamente tarde y los no han poblado en exceso, que insinúa que esas poblaciones de tortugas han estado sujeto a sobreexplotación en menor grado. 

### Locomoción
Ya que las especies presas insulares sufren un menor riesgo de depredación, a menudo pierden o reducen morfologías que se usan en la evasión de depredadores. Por ejemplo, los alas de los gorgojos, los rálidos y las palomas han vuelto tan reducidos en especies insulares que varios de ellos han perdido la capacidad de volar. Esto ha sucedido en varios ratites incluyendo el kiwi y el casuario común además del dodo y el kākāpō después de que invadieron hábitats insulares. La moa extinto de Nueva Zelanda demuestran el ejemplo más extremo de la reducción del ala insular que ya sabemos; no hay evidencia ósea de alas ni siquiera vestigiales y la cintura escapular queda reducida a un "escapulocoracoideum" que no podría soportar una extremidad anterior porque carezca una cavidad glenoidea. Por lo tanto, la moa es la única ave que ha perdido completamente los alas después de un desplazamiento a la insularidad. Las aves se pierdan los alas para que eliminar el costo energético de mantener muslos grandes necesario para generar sustentación como los músculos pectorales. Esto los permite aumentar la masa del esqueleto para que vuelva más robusto. Unas poblaciones insulares del lechuza común tienen los alas más cortos, que representa una etapa de transición en la que su capacidad para volar aún está reduciendo
|                                                                      |
| Esqueleto y model del dodo, una ave no voladora extinta de Mauritius |

| |
| El Okarito Kiwi castaño, una ratite no voladora pequeño que es nativo de la Isla Sur de Nueva Zelanda |

|                                                                  |
| El Kākāpō, un loro no voladora grande, endémico en Nueva Zelanda |

| |
| Esqueleto de la extinta Moa de Nueva Zelanda junto a Richard Owen. Moa demuestra gigantismo insular, tamaño cerebral pequeño y perdido completo de alas, incluyendo el elemento stylopoda. |

|                                                                                                 |
| El casuario común, una ratite no voladora nativo de Indonesia, Nueva Guinea y noreste Australia |

### Coloración adaptiva
Debido al nivel reducido de selección sexual en las especies insulares, atienden a demostrar menos coloración sexual como medio de conservar la energía que es necesaria para producir y mantener coloración intensa. Además, la biodiversidad baja de los ecosistemas insulares hace que el reconocimiento de miembros de la propia especie para el apareamiento sea menos importante, ya que hay menos especies diferentes en el ecosistema. Como resultado, coloraciones que son específicas a una especie son bajas menos presión selectivo. Debido a eso, las aves insulares suelen demostrar plumaje sexualmente monomórfico menos colorado.
Varias especies insulares adquieren una aumentada coloración de melanina. Maluros aliblancos varones en Australia continental demuestran el plumaje nupcial azul, mientras dos subespecies insulares (Malurus leucopterus leucopterus de la isla Dirk Hartog y Malurus leucopterus edouardi de la isla Barrow) tienen el plumaje nupcial negro. Una subespecie del monarca ventricastaño, Monarcha castaneiventris obscurior, que es endémico a las Islas Salomón, demuestra el plumaje colorido polimorfo: algunas aves tienen el plumaje negro con el vientre de color castaño mientras otros tienen el plumaje completemente melánico. La frecuencia del fenotipo melánico aumentan en las islas más pequeñas, incluso cuando se daban cuentas de la proximidad relativa de las islas.

### Reproducción
El nivel alto de competencia intraespecífica entre proles selecciona solo los más aptos para sobrevivir. Como resultado, padres insulares tiendan a engendrar menos proles para que cada prole reciba una tajada mejor de la inversión parental, de este modo, extreman su aptitud. 
Las lagartijas endémicas en los ecosistemas insulares ponen menos huevos que engendran proles más grandes en comparación con sus homólogos continentales. Por la frecuencia más alta de la puesta de huevos de las lagartijas insulares, la cifra de proles engendrados en ambos grupos es comparable.